# 盛平
盛平（1993年12月26日—），本名朱盛平，台灣新生代女演員。10歲時考進臺灣戲曲學院，主修二胡，副修鋼琴、板鼓，一路學習傳統音樂至高中畢業，大學就讀中國文化大學戲劇學系，主修表演，副修編劇，現就讀台北藝術大學劇場藝術創作研究所表演組碩士班。信仰為基督教。2015年參與由王小棣等八位導演共同創辦的「Q Place表演教室」戲劇課程訓練，以第二期學員身分結業。2016年參與《植劇場》系列的演出，在驚悚推理系列電視劇《植劇場－天黑請閉眼》中飾演黃毓秀一角在台灣提升知名度。2019年參與偶像劇《親愛的，熱愛的》中飾演周姍一角在中國提升知名度。2023年參與偶像喜劇《地獄里長》中飾演廖美娟甘草人物一角為人熟知。

## 影視作品

### 電視劇／網路劇
| 年份   | 播出平台                        | 戲劇名稱                   | 飾演           | 性質   | 導演                   | 備註 |
| 2016年 | 台視 八大綜合台 八大戲劇台 公視 | 《植劇場－戀愛沙塵暴》     | Joy            | 客串   | 北村豐晴               |      |
| 2016年 | 台視 八大綜合台 八大戲劇台 公視 | 《植劇場－天黑請閉眼》     | 黃毓秀         | 主演   | 柯貞年、陳玉勳         |      |
| 2017年 | 台視 八大綜合台 八大戲劇台 公視 | 《植劇場－夢裡的一千道牆》 | 圓圓           | 主演   | 王小棣                 |      |
| 2017年 | 台視 LINE TV 東森綜合台         | 《獅子王強大》             | 孫曉珊         | 客串   | 陳保中                 |      |
| 2018年 | 搜狐視頻 CHOCO TV               | 《動物系戀人啊》           | 愛情寵物團成員 | 女配角 | 瞿友寧、許瑋           |      |
| 2019年 | 東方衛視 浙江衛視               | 《親愛的，熱愛的》         | 周姍           | 女配角 | 瞿友寧、李青蓉、項旭晶 |      |
| 2023年 | 公視 三立都會台                 | 《地獄里長》               | 廖美娟         | 主演   | 瞿友寧、洪子烜、李青蓉 |      |
| 2024年 | YouTube                         | 《小菁與言言》             | 范純斐         | 客串   | 安哲毅、曾培善、練健輝 |      |

### 電影
| 年份   | 影片名稱           | 角色     | 性質   | 導演   | 備註 |
| 2018年 | 《花甲大人轉男孩》 | 海關人員 | 客串   | 瞿友寧 |      |
| 2023年 | 《他馬克老闆》     | 蔡婉     | 女配角 | 瞿友寧 |      |

### 廣告
| 年份   | 作品名稱                                      |
| 2018年 | 金門高粱《心情幾度篇》 （页面存档备份，存于） |
| 2018年 | 台灣pay《掃描支付篇》 （页面存档备份，存于）  |
| 2018年 | 安麗愛生活俱樂部《超能玻尿酸維C雙精萃》       |
| 2022年 | 京都念慈菴《此聲摯愛》夫妻篇                  |
| 2023年 | 行政院政策影音站《全民反詐騙 》愛情詐騙篇     |

### MV
| 年份   | 歌手   | 作品                        |
| 2018年 | 容祖兒 | 長大 （页面存档备份，存于） |

### 綜藝/網路/廣播 節目
| 年份   | 日期    | 平台       | 節目名稱                                        | 備註                             |
| 2017年 | 4月12日 | 八大綜合台 | 娛樂百分百《94間諜94狂》 （页面存档备份，存于） | 與藍雅芸、陳禕倫、徐鈞浩、楊傑宇 |

### 短片
| 年份   | 片名                                                            | 飾演          | 性質     | 導演   | 備註 |
| 2016年 | 植劇場『未來星』系列--朱盛平                                    | 朱盛平        | 女主角   | 不適用 |      |
| 2016年 | 《台灣孩子演台灣故事》金馬小姐妙曼身影再現                      | 拉琴金馬小姐  | 女主角   | 曾鐵蛋 |      |
| 2016年 | 《戀愛沙塵暴之番外篇10》模仿嬌嬌                                | Joy           | 女主角   | 練健輝 |      |
| 2016年 | 《荼蘼之番外篇11》原來她最壓抑                                  | 朱盛平        | 女主角   | 曾鐵蛋 |      |
| 2016年 | 荼蘼植日生週記第五集                                            | 朱盛平        | 客串     | 吳怡靜 |      |
| 2016年 | 《姜老師，妳談過戀愛嗎之番外篇06》掛號                          | 淑貞母        | 女主角   | 曾鐵蛋 |      |
| 2016年 | ⟪姜老師，妳談過戀愛嗎？⟫植日生週記第二集_禾語辰與姜老師這部戲.. | 朱盛平        | 客串     | 不適用 |      |
| 2016年 | 《天黑請閉眼之番外篇1》#惡作劇                                  | 黃毓秀        | 女主角   | 施岑諺 |      |
| 2017年 | 《天黑請閉眼之番外篇3》#保持通話                                | 黃毓秀        | 女主角   | 曾鐵蛋 |      |
| 2017年 | 《天黑請閉眼之番外篇5》#我的十八歲                              | 黃毓秀        | 女主角   | 施岑諺 |      |
| 2017年 | 《天黑請閉眼之番外篇6》#死了才能換                              | 黃毓秀/藍毅聰 | 女主角   | 練健輝 |      |
| 2017年 | 《天黑請閉眼之番外篇11》#球場上的女孩                           | 黃毓秀        | 女主角   | 曾鐵蛋 |      |
| 2017年 | 《天黑請閉眼之番外篇12》#小豆與盛平訪談                         | 朱盛平        | 女主角   | 曾鐵蛋 |      |
| 2017年 | 《天黑請閉眼之番外篇13》#毓秀尋寶記                             | 黃毓秀        | 女主角   | 貓克斯 |      |
| 2017年 | 《天黑請閉眼之番外篇14》#大來賓訪談                             | 黃毓秀        | 女主角   | 練健輝 |      |
| 2017年 | 《天黑請閉眼》植日生週記第一集                                  | 朱盛平        | 女主角   | 不適用 |      |
| 2017年 | 《天黑請閉眼》植日生週記第二集                                  | 朱盛平        | 女主角   | 不適用 |      |
| 2017年 | 《天黑請閉眼》植日生週記第三集                                  | 朱盛平        | 女主角   | 不適用 |      |
| 2017年 | 《天黑請閉眼》植日生週記第四集                                  | 朱盛平        | 女主角   | 不適用 |      |
| 2017年 | 《天黑請閉眼》植日生週記第五集                                  | 朱盛平        | 女主角   | 不適用 |      |
| 2017年 | 《天黑請閉眼》植日生週記第六集                                  | 朱盛平        | 女主角   | 不適用 |      |
| 2017年 | 《天黑請閉眼》植日生週記第七集                                  | 朱盛平        | 女主角   | 不適用 |      |
| 2017年 | 《積木之家之番外篇1》#心理畫 心裡話                             | 黃毓秀        | 女主角   | 貓克斯 |      |
| 2017年 | 《積木之家之番外篇6》#弄假成真                                  | 黃毓秀        | 女主角   | 練健輝 |      |
| 2017年 | 《積木之家》植日生週記第四集                                    | 朱盛平        | 客串     | 不適用 |      |
| 2017年 | 《夢裡的一千道牆之番外篇２》#情緒管理                           | 貪吃鬼        | 女主角   | 貓克斯 |      |
| 2017年 | 《夢裡的一千道牆之番外篇５》#陰間樂透                           | 糊塗鬼        | 女主角   | 練健輝 |      |
| 2017年 | 《夢裡的一千道牆之番外篇１１》#燒紙錢                           | 圓圓          | 女主角   | 貓克斯 |      |
| 2017年 | 《夢裡的一千道牆》植日生週記第一集                              | 朱盛平        | 女主角   | 不適用 |      |
| 2017年 | 《夢裡的一千道牆》植日生週記第二集                              | 朱盛平        | 客串     | 不適用 |      |
| 2017年 | 《夢裡的一千道牆》植日生週記第五集                              | 朱盛平        | 女主角   | 不適用 |      |
| 2017年 | 《花甲男孩轉大人之番外篇１３》#花甲歌舞《愛情為何這麼不容易》   | 朱盛平        | 特別演出 | 練健輝 |      |
| 2017年 | 《五味八珍的歲月之番外篇３》#整個飲料店都是我的表演台           | 客人          | 女主角   | 曾鐵蛋 |      |
| 2017年 | 《五味八珍的歲月之番外篇４》#吃吃之歌                           | 客人          | 特別演出 | 貓克斯 |      |
| 2017年 | 《五味八珍的歲月之番外篇７》#貴婦大作戰                         | Jenny         | 女主角   | 練健輝 |      |
| 2017年 | 《五味八珍的歲月之番外篇１０》#耀仁訪談                         | 朱盛平        | 女主角   | 施岑諺 |      |
| 2019年 | 勵馨基金會《守護小腳丫 給勵小爸媽》                             | 李佩伶        | 女主角   |        |      |

## 劇場作品

### 舞台劇 / 音樂劇
| 年份   | 劇名                                                     |
| 2011年 | 華山藝術生活節 《24小時不打烊戲樂部》                    |
| 2011年 | 國家戲劇院 實驗劇場 《熱－夏》                           |
| 2014年 | 文化戲劇50屆戲製一 《淡水小鎮》                          |
| 2014年 | 文化戲劇春天來看戲聯演 《老師說》                        |
| 2014年 | 果實藝術創作營 演出計畫 《聽我說故事－過去，現在，未來》 |
| 2015年 | 師大第一屆音樂大賞 兒童音樂歌舞劇 《都不怕先生》         |
| 2015年 | 文化戲劇冬季劇展 《皮卡提 3 號店》                       |
| 2015年 | 文化戲劇50屆戲製二 《愛情遊戲》                          |
| 2016年 | 猋劇團1號作品 《孟喬森》                                 |
| 2016年 | 文化戲劇50屆畢業製作 《西遊Online》                      |
| 2017年 | 文化大學藝術學院聯合展演《夏雪冬雷─淡水河殉情記》        |
| 2017年 | 莎妹劇團《離開與重返》                                   |
| 2019年 | 2019秋季公演《Pornography》                              |
| 2020年 | 【2020 PLAYground Season 2】娩娩工作室 八月瘦了：盛平    |
| 2020年 | 栢優座《200A.D.地底挖洞人》                              |
| 2020年 | 國立臺灣大學戲劇系畢業製作《兩韓統一》                   |
| 2020年 | 《Solo Woman》獨角戲 (自編自導自演作品)                  |
| 2021年 | 臺北藝術大學戲劇學院畢業製作《變身怪醫》                 |
| 2021年 | 栢優座「穿越戲莊」系列《小小英雄向右轉─水滸謎城祝家莊》  |
| 2021年 | 栢優座《最後5秒，會看見光、看見暗、還是看見我》          |
| 2022年 | 風動室內樂團《公主百分百》舞蹈音樂劇                     |
| 2022年 | 栢優座《最後五秒》                                       |
| 2022年 | 鹹味島合作社《銀海》環境劇場                             |
| 2023年 | 風動室內樂團《公主百分百2》舞蹈音樂劇                    |
| 2023年 | 鹹味島合作社《先・東》環境劇場                           |
| 2024年 | 鹹味島合作社 2024東引藝文週《旋日》環境劇場              |

## 演奏作品

### 音樂（二胡演奏）
| 年份   | 演出名稱                                                                 |
| 2013年 | 第十二屆世界揚琴大會開幕音樂會-國家音樂廰 演出古曲《宮廷十番 樂-下西風》 |
| 2014年 | 於紐約大都會棒球場─花旗球場 台灣之夜演出                                 |
| 2014年 | 於紐約中華總商會─孔子大廈演出                                            |
| 2014年 | 於紐約台灣同鄉會─台灣會館演出                                            |
| 2014年 | 於康乃狄克州中華龍舟賽演出                                               |

## 主持作品

### 現場活動主持
| 年份   | 主持活動名稱                                | 備註 |
| 2021年 | 電影《瀑布》映前、映後宣傳                  |      |
| 2022年 | 東引水下博物館 開幕記者會                   |      |
| 2023年 | 國立臺灣圖書館「永續未來·閱讀傳愛」開幕儀式 |      |

## 幕後作品

### 電影指導
| 年份   | 影片名稱                 | 工作性質 | 導演   | 備註             |
| 2024年 | 《為我辦一場西式的喪禮》 | 表演指導 | 游翰庭 | 擔任角色表演指導 |

## 外部連結
官方
- 盛平的Facebook專頁
- 盛平的Instagram帳戶
- 盛平的新浪微博

公司
- 「有太多想當的，那就夢想當演員吧！」朱盛平（植劇場）

Youtube影音
- 植劇場『未來星』系列---朱盛平 （页面存档备份，存于）
- 《天黑請閉眼之番外篇12》#小豆與盛平訪談 （页面存档备份，存于）